# Daewoo Espero
Der Daewoo Espero (in einigen spanischsprachigen Ländern Daewoo Aranos genannt) war ein Fahrzeug der koreanischen Automarke Daewoo. Es wurde von Herbst 1990 bis Sommer 1999 in Korea gebaut. Größter Konkurrent des Espero auf dem koreanischen Heimatmarkt war der Hyundai Sonata.
Von Februar 1995 bis Juni 1997 wurde der Espero auch in Europa verkauft. In Osteuropa wurde er auch als Chevrolet vertrieben. 

## Technik und Ausstattung

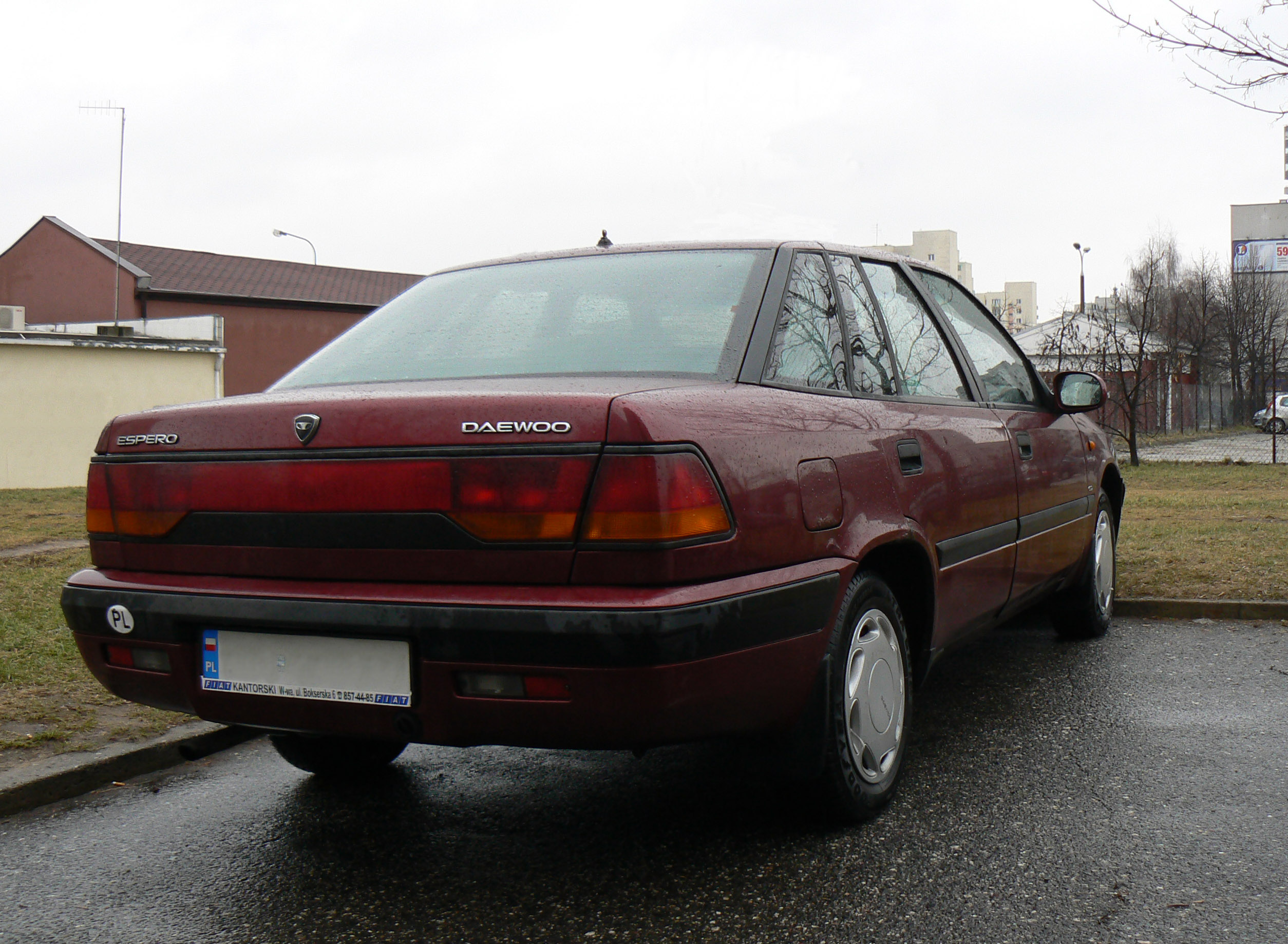
Heckansicht

Der Espero basierte technisch auf dem im Sommer 1981 erschienenen Opel Ascona C (GM-J-Plattform), doch besaß er eine eigene, von Bertone gestaltete Karosserie. Mit einer Länge von 4,61 m war der Daewoo Espero ein Modell der Mittelklasse. Im Gegensatz zum Opel Ascona, der auch mit Fließheck ausgeliefert wurde, war der Espero nur als viertürige Stufenhecklimousine erhältlich.
Während der gesamten Produktionszeit gab es ihn mit mehreren Benzinmotoren: 
- 1,5 l-Vierzylinder-16V-Motor mit 65 kW/88 PS (10.1993–09.1994)
- 1,5 l-Vierzylinder-16V-Motor mit 55 kW/75 PS (10.1994–09.1999)
- 1,8 l-Vierzylinder-8V-Motor mit 66 kW/90 PS und 70 kW/95 PS (10.1994–09.1999)
- 1,8 l-Vierzylinder-8V-Motor mit 70 kW/95 PS; nicht in Deutschland (02.1995–09.1999)
- 2,0 l-Vierzylinder-8V-Motor mit 74 kW/101 PS (10.1991–09.1993; 10.1993–09.1994: 81 kW/110 PS; 10.1994–09.1999: 77 kW/105 PS)

Der Kraftstoffverbrauch lag zwischen 8,2 Litern (90 PS) bis 7,9 Litern (105 PS) Normalbenzin auf 100 Kilometer.

## Statistik

### Auswirkung der Umweltprämie
Nach dem Abschlussbericht des Bundesamtes für Wirtschaft und Ausfuhrkontrolle wurden 753 Daewoo Espero zugunsten der Umweltprämie zwischen dem 27. Januar 2009 und dem 31. Juli 2010 verschrottet.

### Bestand
Zum Stichtag 1. Januar 2024 waren in Deutschland laut KBA noch 56 Daewoo Espero angemeldet.